# Nhà máy

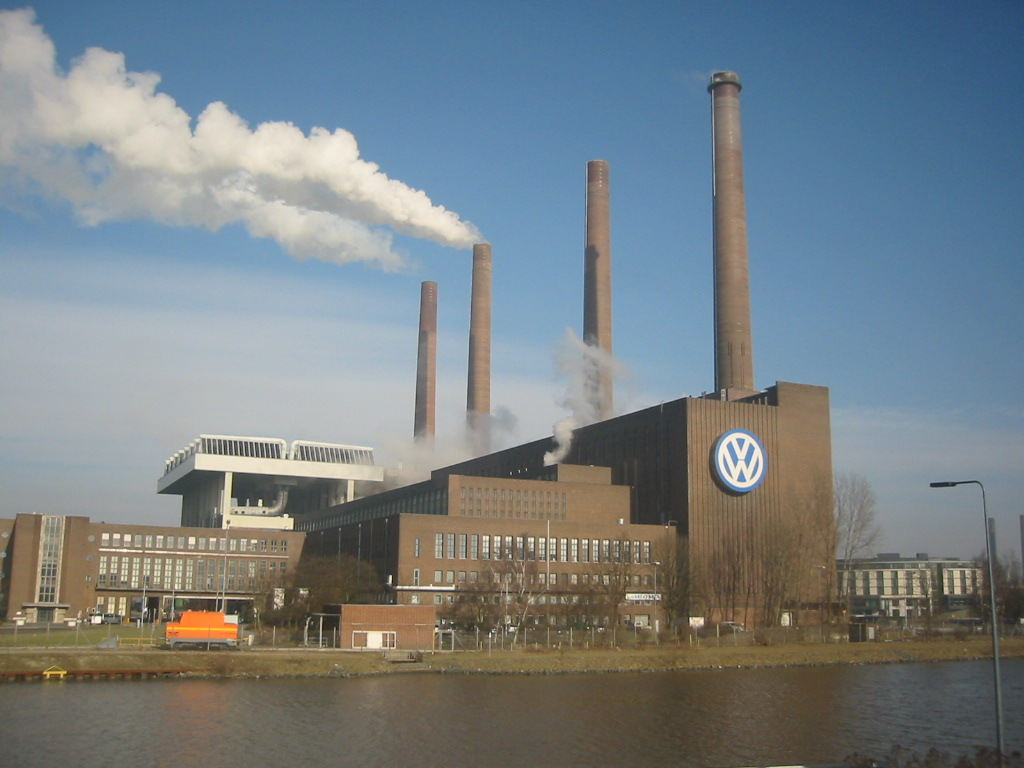
Nhà máy Volkswagen tại Wolfsburg, Đức

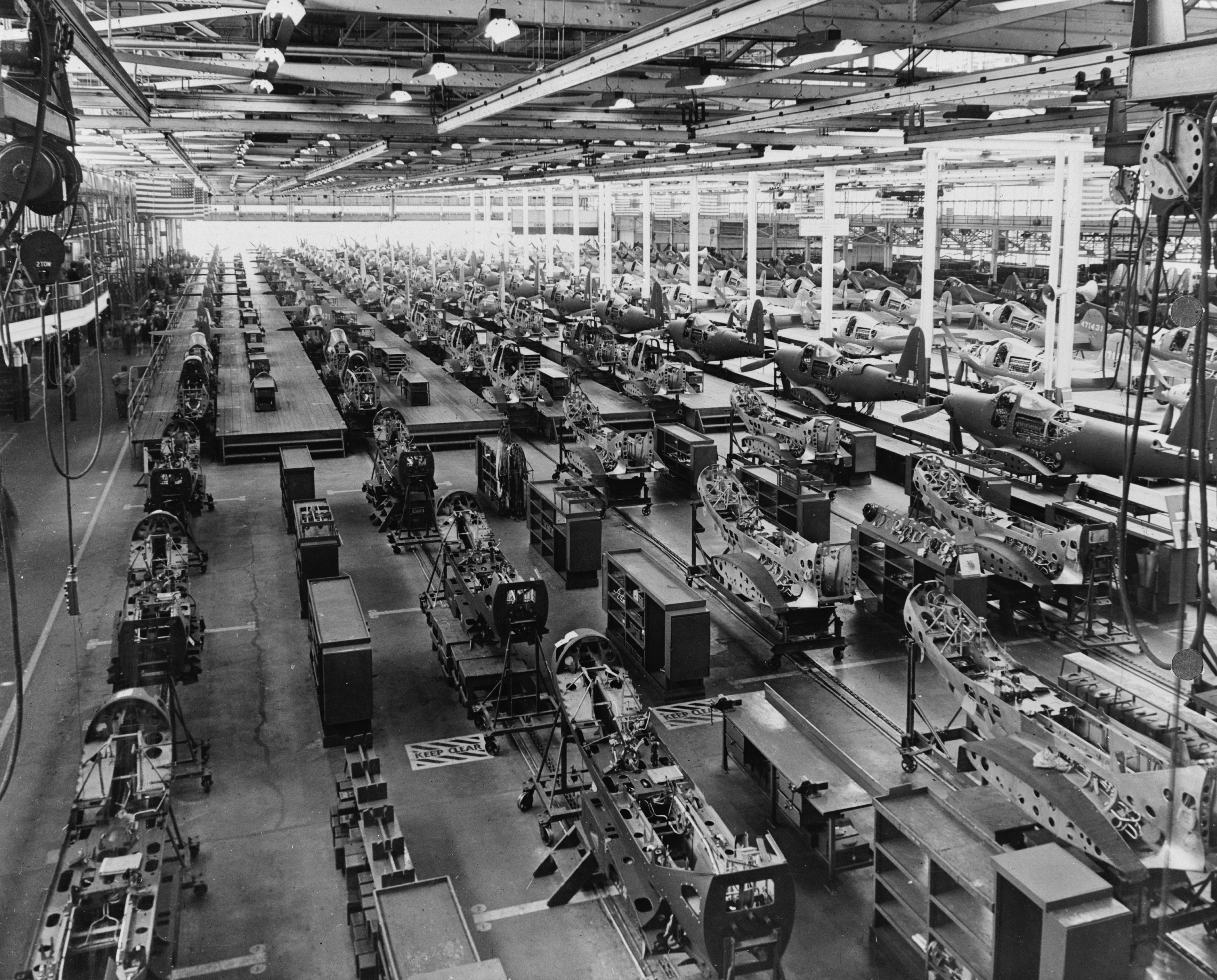
Bên trong nhà máy tập đoàn Bell Aircraft tại Wheatfield, New York, năm 1944

Nhà máy hay còn gọi là nhà xưởng là nơi tiến hành sản xuất (chế tạo) các sản phẩm thực tế, vừa là nơi sửa chữa như là kiểm tra bảo dưỡng duy tu các máy móc liên quan đến sản phẩm đã có. Tên gọi trong xí nghiệp còn được gọi là "xưởng chế tạo", "xưởng gia công".
Nhà máy quy mô nhỏ đến vừa hầu hết được xây dựng trong đất liền, đối với nhà máy quy mô lớn như khai thác dầu khí hay sắt thép do phải vận chuyển xuất nhập nguyên liệu và hàng hoá lớn, nên thường được đặt ở các khu vực ven sông, ven biển. Bản thân các ngành như công nghiệp hoá dầu hay luyện thép quy mô của nó rất lớn, nên các nhà máy phụ trợ cũng được bố trí xung quanh đó, hình thành khu vực công nghiệp lớn.
Vì các nhà máy cần nhiều nhân công lao động, các công nhân này thường sống xung quanh khu vực nhà máy. Để đáp ứng nhu cầu của các đối tượng này, các cửa hàng chợ búa cũng được hình thành xung quanh nhà máy. Hình thành nên khu dân cư với trung tâm là các nhà máy.
Về ý nghĩa, thông thường nhà máy được ám chỉ có quy mô lớn, nhà xưởng được ám chỉ có quy mô nhỏ. Lương của các nhà máy thường có khuynh hướng cao hơn so với xí nghiệp.